# Karl Emig
Karl Emig (* 13. Mai 1902 in Eberbach; † 3. März 1989 ebenda) war ein deutscher Konditor und Landtagsabgeordneter in Baden-Württemberg.

## Leben und Beruf
Emig wurde 1902 als Sohn von Heinrich und Anna Emig geboren. Er hatte drei Geschwister und zwei Halbgeschwister. Nach Abschluss der Schule und der Lehre im Kurhaus Baden-Baden übernahm er im Alter von 22 Jahren die Konditorei seines Vaters. Er heiratete erstmals 1928. Mit seiner Frau Käthe hatte er zwei Kinder, Irmgard (* 23. November 1928) und Karl jun. (* 28. Juni 1930). Im Jahr 1931 starb die erste Ehefrau, woraufhin Emig deren ältere Schwester Elise ehelichte. Im Zweiten Weltkrieg war Emig Obergefreiter in einem Flak-Bataillon. 
Nach Ende des Krieges widmete sich Emig wieder seinem Café in Eberbach und begann seine politische Karriere. 
Er heiratete nach dem Tode seiner zweiten Frau im hohen Alter ein drittes Mal. Gemeinsam mit der dritten Ehefrau Elisabeth beging er einen geruhsamen Lebensabend, bis er 1989 im Alter von 86 Jahren verstarb.

## Politik
Emig schloss sich 1945 der CDU in Württemberg-Baden an. Von 1945 bis 1971 war er Kreisrat im Landkreis Heidelberg, insgesamt 15 Jahre lang Gemeinderat seiner Heimatgemeinde und von 1960 bis 1968 für den Wahlkreis Heidelberg-Land im Landtag von Baden-Württemberg. Emig wurde die Ehrenbürgerwürde der Stadt Eberbach verliehen. Am 12. Juni 1970 erhielt er das Bundesverdienstkreuz 1. Klasse.